# Találmány
A találmány a kreatív tevékenység olyan eredménye, a tudomány és technika területére eső olyan megoldás, amely jelentősen gazdagítja a tudomány és a technika adott szintjét és a gyakorlatban alkalmazható. (A találmány abban különbözik a felfedezéstől, hogy az utóbbi természeti törvényeket tár fel, és a gyakorlatban közvetlenül nem alkalmazható.) A találmány az ötlet kidolgozott formája.

## Jogi oltalom

### Szabadalmi oltalom
- A találmányra nem minden esetben szerezhető szabadalmi oltalom. A szabadalmi bejelentésben foglalt találmány átesik egy vizsgálaton, így vagy lesz, vagy nem lesz belőle szabadalom. Kifejezetten szükséges, hogy bármelyik találmánynak az adott pillanatban gazdasági haszna legyen. Az újdonság és eredetiség azonban mindenképpen fontos, mint ahogy az is, hogy a találmány legalább elméletileg (a kor tudományos szakértelme szerint) működőképes legyen. Magyarországon a találmányra – szabadalmi bejelentés alapján – a Szellemi Tulajdon Nemzeti Hivatala adhat szabadalmat. Egy szabadalmi bejelentésben csak egy találmányra szerezhető oltalom.[2]

### Használati mintaoltalom
Oltalom alá helyezhető valamilyen tárgy szerkezeti részeinek elrendezésére, kialakítására vonatkozó megoldás is, amely újdonság tartalmában nem éri el a találmányét. Ezt az iparjogvédelmi oltalmi formát – néhány országban, így Magyarországon is – használati mintaoltalomnak nevezik.

### Know-how
A know-how olyan gazdasági, műszaki és szervezési ismeret és tapasztalat, amely a gyakorlatban felhasználható, korlátozottan hozzáférhető, és amelyet az oltalom addig illet meg, amíg közkinccsé nem válik. A know-how másra átruházható, vagyis forgalomképes.

## Újítás
A találmány és az újítás között szokás különbséget tenni, mely szerint az utóbbi a gyakorlati megvalósítás, hasznosítás útjára bocsátott találmány. Mivel az innováció szó szerint újítást jelent, természetesen a szinonimaként is használt szó jelentése szélesebb, hiszen újítás számos területen fordul elő a társadalomban: a nyelvtől egészen a divatig.[forrás?]